# Ruta de Illinois 111
La Ruta de Illinois 111, y abreviada IL 111 (en inglés: Illinois Route 111) es una carretera estatal estadounidense ubicada en el estado de Illinois. La carretera inicia en el sur desde la Short Street en Centerville hacia el norte en la IL 104     en Waverly. La carretera tiene una longitud de 132,3 km (82.18 mi).

## Mantenimiento
Al igual que las autopistas interestatales, y las rutas federales y el resto de carreteras estatales, la Ruta de Illinois 111 es administrada y mantenida por el Departamento de Transporte de Illinois por sus siglas en inglés IDOT.